# È ricca, la sposo e l'ammazzo
È ricca, la sposo e l'ammazzo (A New Leaf) è un film del 1971 diretto da Elaine May, qui al suo esordio da regista: la May firma anche la sceneggiatura ed è protagonista assieme a Walter Matthau. Il soggetto è tratto dal racconto Una nuova foglia (A New Leaf) di Jack Ritchie.
Nel 2019 è stato scelto per la conservazione nel National Film Registry della Biblioteca del Congresso degli Stati Uniti

## Trama
Henry Graham è un ricco scapolo che ha scialacquato tutti i soldi lasciatigli in eredità dal padre. Prossimo alla bancarotta è costretto a farsi prestare del denaro da suo zio, a condizioni molto svantaggiose e con solo sei settimane di tempo per restituirlo. Henry  decide che l'unico modo per evitare la miseria e conservare la propria indipendenza è sposare una donna ricca e, una volta rimessosi in sesto finanziariamente, ucciderla.
Dopo varie candidate, le attenzioni di Henry si focalizzano su Enrichetta Lowell: una ingenua insegnante di botanica, con un ingente patrimonio, e che corrisponde perfettamente alla vittima che sta cercando. Nonostante sia ormai giunto alla scadenza per rimborsare il prestito allo zio, e nonostante le pressioni di questi attraverso l'avvocato di Enrichetta, Henry riesce a convincerla a sposarlo e si insedia nella sua nuova casa.
Appena messo piede nella casa, Henry licenzia la servitù parassitaria e infingarda che, di comune accordo con l'avvocato che amministra le rendite della moglie, ha gonfiato a dismisura i conti di casa e passa le giornate in ozio. Dopo aver rimesso ordine in casa e nei conti, Henry passa a progettare l'eliminazione fisica della moglie: la sua scelta cade sul veleno, da lui ritenuto il più civile tra i metodi disponibili. Inizialmente pensa di usare qualche antiparassitario, ma resta deluso quando scopre che non può disporre di nessuno dei più normali veleni utilizzati in floricultura, poiché Enrichetta è una strenua sostenitrice del metodo naturale.
Una nuova occasione per portare a termine il suo piano, si presenta ad Henry quando Enrichetta insiste per farsi accompagnare da lui in un viaggio di ricerca in una zona selvaggia della America del Nord, ma la felce che Enrichetta ha riportato a casa dal loro viaggio di nozze è risultata appartenere ad una nuova specie ed ella, mossa dall'amore che prova per Henry, ha deciso di chiamarla con il nome di suo marito e non con il suo.
Per quanto Henry continui a comportarsi in maniera fredda e cinica, questo piccolo gesto d'amore di Enrichetta colpisce l'aspirante uxoricida e fa sì che, quando gli si presenta l'occasione di lasciare che la moglie muoia per annegamento nel fiume dove la loro canoa si è rovesciata, lui si tuffi per salvarla.
Come aveva supposto il suo maggiordomo, l'incapacità di Enrichetta ha involontariamente risvegliato in Henry un senso di protezione nei confronti di sua moglie, che sembrava non avesse mai avuto, ottenendo anche il risultato di risvegliare in lui una nuova volontà di vivere, accettando di condividere con la moglie il suo antico, e mai messo in pratica, ruolo di professore universitario.